# Walter Piston
Walter Hamor Piston Jr. (Rockland (Maine), 20 januari 1894 – Belmont (Massachusetts), 12 november 1976) was een Amerikaans componist, pianist en violist.

## Levensloop
De vader van Piston, een zeeman genaamd Antonio Pistone, veranderde zijn naam in Anthony Piston toen hij vanuit Genua in Amerika arriveerde. In 1905 verhuisden Walter Piston Sr. en zijn familie naar Boston. Walter Jr. kreeg een opleiding als ingenieur aan de Mechanical Arts High School in Boston, maar hij had een artistieke inslag en, nadat hij was afgestudeerd in 1912, zette hij zijn studie voort op de Massachusetts Normal Arts School, met schilderen als hoofdvak; daarnaast studeerde hij architecturaal tekenen en Amerikaanse geschiedenis. Daar ontmoette hij ook Annabel Nason, met wie hij later trouwde.
Samen met zijn broer Edward kreeg Walter les van Harris Shaw (die ook Virgil Thomson's orgelleraar was). Gedurende de jaren na 1910 voorzag Walter Piston in zijn levensonderhoud met het spelen van de piano en de viool bij dansorkesten, In de jaren twintig speelde hij viool in orkesten die werden geleid door Georges Longy. Met hulp van Shaw werd Walter Piston in 1920 toegelaten tot Harvard, waar hij contrapunt studeerde bij Archibald Davison, canon en fuga bij Clifford Heilman, harmonieleer bij Edward Ballantine, en compositie en muziekgeschiedenis bij Edward Burlingame Hill. Piston werkte vaak als assistent bij deze leraren en was dirigent van het studentenorkest.
Ongeveer diezelfde tijd sloot Piston zich aan bij een Band van de Navy, en leerde zo meer instrumenten te bespelen. Het verhaal wilde dat hij de U.S. Navy in wilde als officier, maar als musicus als meer waardevol werd beschouwd. De componist zelf echter verklaarde dat "toen het duidelijk werd dat iedereen in dienst moest, ik de dienst in wilde als musicus".
Na aan Harvard summa cum laude te zijn afgestudeerd kreeg Piston de John Knowles Paine Traveling Fellowship toegekend, bestaande uit een bedrag van $1500 per jaar om buitenlandse reizen te kunnen maken, gedurende een periode van twee tot drie jaar. Hij koos Parijs uit als zijn bestemming, en woonde daar van 1924 tot 1926, en reisde bovendien naar Italië. Hij studeerde compositie en contrapunt aan de École Nationale de Musique in Parijs, bij Nadia Boulanger, compositie bij Paul Dukas en viool bij George Enescu. Zijn eerste gepubliceerde partituur was de compositie Drie stukken voor fluit, klarinet en fagot uit 1925.
Na te zijn teruggekeerd uit Europa verhuisde hij naar Belmont (Massachusetts) en gaf les aan Harvard van 1926 tot aan zijn pensioen in 1960. Onder zijn studenten bevonden zich Samuel Adler, Leroy Anderson, Arthur Berger, Leonard Bernstein, Gordon Binkerd, Elliott Carter, John Davison, Irving Fine, John Harbison, Ellis B. Kohs, Gail Kubik, Billy Jim Layton, Noël Lee, Robert Middleton, Conlon Nancarrow, William P. Perry, Daniel Pinkham, Frederic Rzewski, Allen Sapp, Harold Shapero, en Claudio Spies.
CBS gaf in 1936 aan zes Amerikaanse componisten, te weten Aaron Copland, Louis Gruenberg, Howard Hanson, Roy Harris, William Grant Still en Walter Piston de opdracht werken te schrijven die op de radio uitgezonden konden worden. Piston beschouwde de radio beter geschikt voor kleinere orkesten en schreef het Concertino voor piano en kamerorkest. Het jaar daarop schreef Piston zijn eerste symfonie, die op 8 april 1938 bij het Boston Symphony Orchestra in première ging.
Op verzoek van Arthur Fiedler schreef Piston zijn beroemde ballet The Incredible Flutist voor Hans Wiener en het Boston Pops Orchestra.
Piston bestudeerde ook de Dodecafonie van Arnold Schoenberg en schreef werken waarin aspecten daarvan waren verwerkt, zoals de sonate voor fluit en piano (1930) en zijn eerste symfonie (1938). Zijn eerste werk dat duidelijk volgens de twaalftoontechniek was geschreven was Chromatic Study on the Name of Bach voor orgel (1940). Hoewel hij de twaalftoontechniek in zijn gehele carrière sporadisch gebruikte was die toch met name aanwezig in zijn achtste symfonie uit 1965 en de daaropvolgende werken zoals de Variaties voor cello en orkest uit 1966, het klarinetconcert uit 1967, en de composities Ricercare for Orchestra, de fantasie voor viool en orkest uit 1970, en het fluitconcert uit 1971.
Gedurende de Tweede Wereldoorlog stond Piston aan het hoofd van de luchtafweer in Belmont, en schreef hij patriottische fanfares en andere gelijkgestemde werken.
In 1943 gaf het Alice M. Ditson fonds van de Columbia University opdracht voor Piston's tweede symfonie, die op 5 maart 1944 in première ging bij het National Symphony Orchestra, en een prijs kreeg van de New York Music Critics' Circle. Zijn derde symfonie kreeg zelfs een Pulitzer prijs; zijn zevende symfonie kreeg die eveneens, en zijn vioolconcert en strijkkwartet nr. 5 kregen later ook de Critics' Circle awards
Piston schreef vier boeken over de technische aspecten van de muziektheorie die beschouwd worden als klassiek op hun gebied: Principes van de harmonische analyse, Contrapunt, Orkestratie en Harmonie. Dit laatste boek beleefde drie herdrukken tijdens het leven van Piston en werd vertaald in diverse talen, en wordt (met aanpassingen van een latere auteur) nog steeds veelvuldig gebruikt door leraren en leerlingen voor het vak harmonieleer. Piston introduceerde hierin voor het eerst het concept van de tweede of toegepaste dominant, evenals zijn unieke theorie om niet-harmonische tonen te classificeren.
Piston's handschrift was zo netjes dat nagenoeg al de handgescherven versies van zijn orkestrale werken als originele partituren zijn gepubliceerd.
In zijn laatste jaren was Piston verzwakt als gevolg van diabetes, en zowel zijn gehoor als gezichtsvermogen leden daaronder. Zijn vrouw stierf in 1976; hijzelf stierf later datzelfde jaar aan een hartaanval. Hij werd gecremeerd en zijn as werd verstrooid op de Mount Auburn Cemetery.

## Werken

### Orkestrale werken

#### Symfonieën
- Symfonie nr. 1 (1938)
- Symfonie nr. 2 (1943)
  1. Moderato
  2. Adagio
  3. Allegro
- Symfonie nr. 3 (1948)
- Symfonie nr. 4 (1950)
  1. Piacevole
  2. Ballando
  3. Contemplativo
  4. Energico
- Symfonie nr. 5 (1954)
- Symfonie nr. 6 (Gettysburg) (1955)
  1. Fluendo espressivo
  2. Scherzo: Leggerissimo vivace
  3. Adagio sereno
  4. Allegro energico
- Symfonie nr. 7 (1960)
- Symfonie nr. 8 (1965)

#### Concerten voor instrumenten en orkest
- Piano
  - Pianoconcertino (1937)
  - Concert voor twee piano’s en orkest (1958)
- Viool
  - Vioolconcert No. 1 (1939)
  - Vioolconcert No. 2 (1960)
  - Fantasie voor viool en orkest (1970)
  - Vioolconcert (1958)
- Fantasie voor Engelse hoorn, harp, en strijkers (1954)
- Capriccio voor harp en strijkers (1963)
- Variaties voor cello en orkest (1966)
- Concert voor klarinet en orkest (1967)
- Concert voor fluit en orkest (1971)

#### Andere werken voor orkest
- Suite nr. 1 voor orkest (1929)
- Concert voor orkest (1934)
- Prelude and Fugue (1934)
- Suite uit "The Incredible Flutist" (1940)
  1. Introduction
  2. Siesta Hour in the Marketplace and Entrance of the Vendors
  3. Dance of the Vendors
  4. Entrance of the Customers
  5. Tango of the Four Daughters
  6. Arrival of Circus and Circus March
  7. Solo of the Flutist
  8. Minuet - Dance of the Widow and Merchant
  9. Spanish Waltz
  10. Eight O'Clock Strikes
  11. Siciliano - Dance of the Flutist and the Merchant's Daughter
  12. Polka
  13. Finale
- Sinfonietta (1941)
  1. Allegro grazioso
  2. Adagio
  3. Allegro vivo
- Suite nr. 2 (1948)
- Serenade voor orkest (1957)
- Three New England Sketches (1960)
  1. Seaside (Adagio)
  2. Summer Evening (Delicato)
  3. Mountains (Maestoso; Risoluto)
- Symphonic Prelude (1961)
- Lincoln Center Festival Overture (1962)
- Variations on a Theme by Edward Burlingame Hill (1963)
- Pine Tree Fantasy (1965)
- Ricercare (1967)
- Bicentennial Fanfare (1975)

### Werken voor harmonieorkest en koperensembles
- 1938 Carnival Song, voor mannenstemmen en koperensemble
- 1942 Fanfare for the Fighting French voor koperensemble en slagwerk
- 1950 Tunbridge Fair, voor symfonisch blaasorkest
- 1976 Concert, voor strijkkwartet en harmonieorkest
- Intermezzo, voor harmonieorkest
- The Incredible Flutist, suite uit het ballet voor harmonieorkest

### Muziektheater

#### Ballet
| Voltooid in | titel                  | aktes | première    | libretto                   | choreografie |
| ----------- | ---------------------- | ----- | ----------- | -------------------------- | ------------ |
| 1938        | The Incredible Flutist |       | 30 mei 1938 | van de componist en Wiener |              |

### Kamermuziek/Instrumentaal
- Strijkkwartetten
  - Strijkkwartet nr. 1 (1933)
  - Strijkkwartet nr. 2 (1935)
  - Strijkkwartet nr. 3 (1947)
  - Strijkkwartet nr. 4 (1952)
  - Strijkkwartet nr. 5 (1962)
- Duet voor viool en cello
- Drie stukken voor fluit, klarinet en fagot (1926)
- Fluitsonate (1930)
- Suite voor hobo en piano (1931)
- Vioolsonate (1939)
- Sonatina voor viool en harp
- Fluitkwintet (1942)
- Divertimento voor negen instrumenten (1946)
- Pianokwintet (1949)
- Wind kwintet (1956)
- Pianokwartet (1964)
- Strijksextet (1964)

### Orgel
- Chromatic Study on the Name of BACH (1940)

### Piano
- Pianosonate (1926)
- Passacaglia (1943)
- Improvisatie (1945)

### Koormuziek
- Psalm and Prayer of David (1959)

## Publicaties
- Principles of Harmonic Analysis. Boston: E. C. Schirmer, 1933.
- Harmony. New York: W. W. Norton & Company, Inc., 1941. Herdruk (las U.S. War Dept. Education Manual EM 601), Madison, Wisc.: Uitgegeven voor de strijdkrachten van de Verenigde Staten door W. Norton & Co., 1944. geriviseerde uitgave, New York: W. W. Norton & Co., 1948. Third ed., 1962. vierde druk, gereviseerd en uitgebreid door Mark DeVoto, 1978. ISBN 0-393-09034-5. 5e druk gereviseerd en uitgebreid door Mark DeVoto ISBN 0-393-95480-3. Engelse uitgaven, London: Victor Gollancz, 1949, gereviseerde uitgave uit 1950 (herdruk 1973), 1959, 3e druk. 1970, 4e druk 1982.
- Counterpoint. New York: W. W. Norton & Company, Inc., 1947.
- Orchestration. New York: Norton, 1955.